# Comté de Wichita (Kansas)
Pour les articles homonymes, voir Comté de Wichita.
Le comté de Wichita est l’un des 105 comtés de l’État du Kansas, aux États-Unis. Il a été fondé le 24 décembre 1886, ses frontières ont été fixées en 1873. Son nom provient de celui d’Amérindiens de la région.
Siège et plus grande ville : Leoti. Le comté, peu peuplé, contient plusieurs villes fantômes.

## Géolocalisation
| Comté de Wallace  | Comté de Logan   |                |
| Comté de Greeley  | Comté de Wichita | Comté de Scott |
| Comté de Hamilton | Comté de Kearny  |                |